# We Never Give Up!
We Never Give Up! è un brano musicale del gruppo di idol giapponese Kis-My-Ft2, pubblicato come loro secondo singolo il 14 dicembre 2011 dalla Avex Trax. Il singolo è il secondo consecutivo per il gruppo ad essere arrivato alla prima posizione della classifica Oricon dei singoli più venduti in Giappone.

## Tracce
CD+DVD Single
CD
1. We Never Give Up! - 5:32
2. Kis-My-Venus - 4:27

DVD
1. We Never Give Up! （Music Video）
2. Making Movie

## Classifiche
| Classifica (2011)     | Posizione più alta |
| --------------------- | ------------------ |
| Oricon weekly singles | 1                  |